# 치미추리

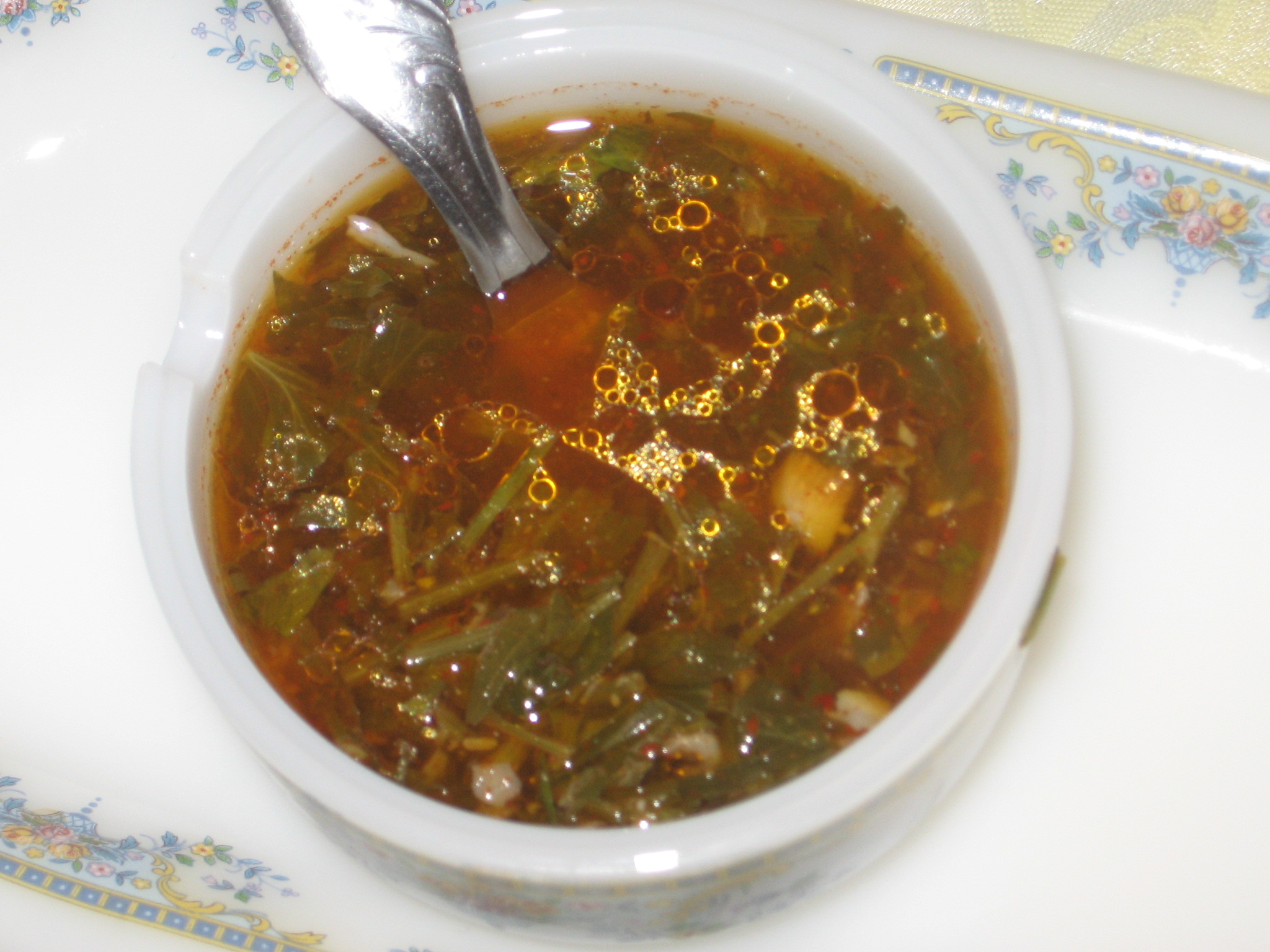
치미추리

치미추리(chimichurri)는 아르헨티나의 대표적인 소스이다. 아사도나 로스트 치킨에 곁들어 먹는다.

## 같이 보기
- 그린 소스